# آلبرت بوداک
آلبرت بوداک (انگلیسی: Albert Budak؛ زادهٔ ۲۷ ژانویهٔ ۱۹۸۵) بازیکن فوتبال اهل فرانسه است.
از باشگاه‌هایی که در آن بازی کرده‌است می‌توان به باشگاه فوتبال سدان اشاره کرد.